# Basananthe aristolochioides
Basananthe aristolochioides är en passionsblomsväxtart som beskrevs av André Georges Marie Walter Albert Robyns. Basananthe aristolochioides ingår i släktet Basananthe och familjen passionsblomsväxter. Inga underarter finns listade i Catalogue of Life.